# Dingxi
Dingxi (cinese: 定西; pinyin: Dìngxī) è una città con status di prefettura della provincia del Gansu, in Cina.

## Geografia antropica

### Suddivisioni amministrative
La prefettura di Dingxi è a sua volta divisa in 1 distretto e 6 contee.
| Map | Map                 | Map    | Map          | Map                      | Map              | Map              |
| --- | ------------------- | ------ | ------------ | ------------------------ | ---------------- | ---------------- |
|     |                     |        |              |                          |                  |                  |
| #   | Nome                | Hanzi  | Pinyin       | Popolazione (stima 2004) | Superficie (km²) | Densità (ab/km²) |
| 1   | Distretto di Anding | 安定区 | Āndìng Qū    | 460,000                  | 3,638            | 126              |
| 2   | Contea di Tongwei   | 通渭县 | Tōngwèi Xiàn | 450,000                  | 2,905            | 155              |
| 3   | Contea di Lintao    | 临洮县 | Líntáo Xiàn  | 530,000                  | 2,851            | 186              |
| 4   | Contea di Zhang     | 漳县   | Zhāng Xiàn   | 190,000                  | 2,164            | 88               |
| 5   | Contea di Min       | 岷县   | Mín Xiàn     | 450,000                  | 3,578            | 126              |
| 6   | Contea di Weiyuan   | 渭源县 | Wèiyuán Xiàn | 340,000                  | 2,065            | 165              |
| 7   | Contea di Longxi    | 陇西县 | Lǒngxī Xiàn  | 490,000                  | 2,408            | 203              |